# Pausenpaleis
Het Pausenpaleis (Frans: Palais des Papes) in Avignon (Frankrijk) is het grootste gotische bouwwerk uit de middeleeuwen dat in Europa te vinden is. Het heeft een vloeroppervlak van 15.000 m² en twee binnenplaatsen. Het beschikt over twaalf torens. In de grootste toren zijn twee grote kapellen te vinden.

## Geschiedenis

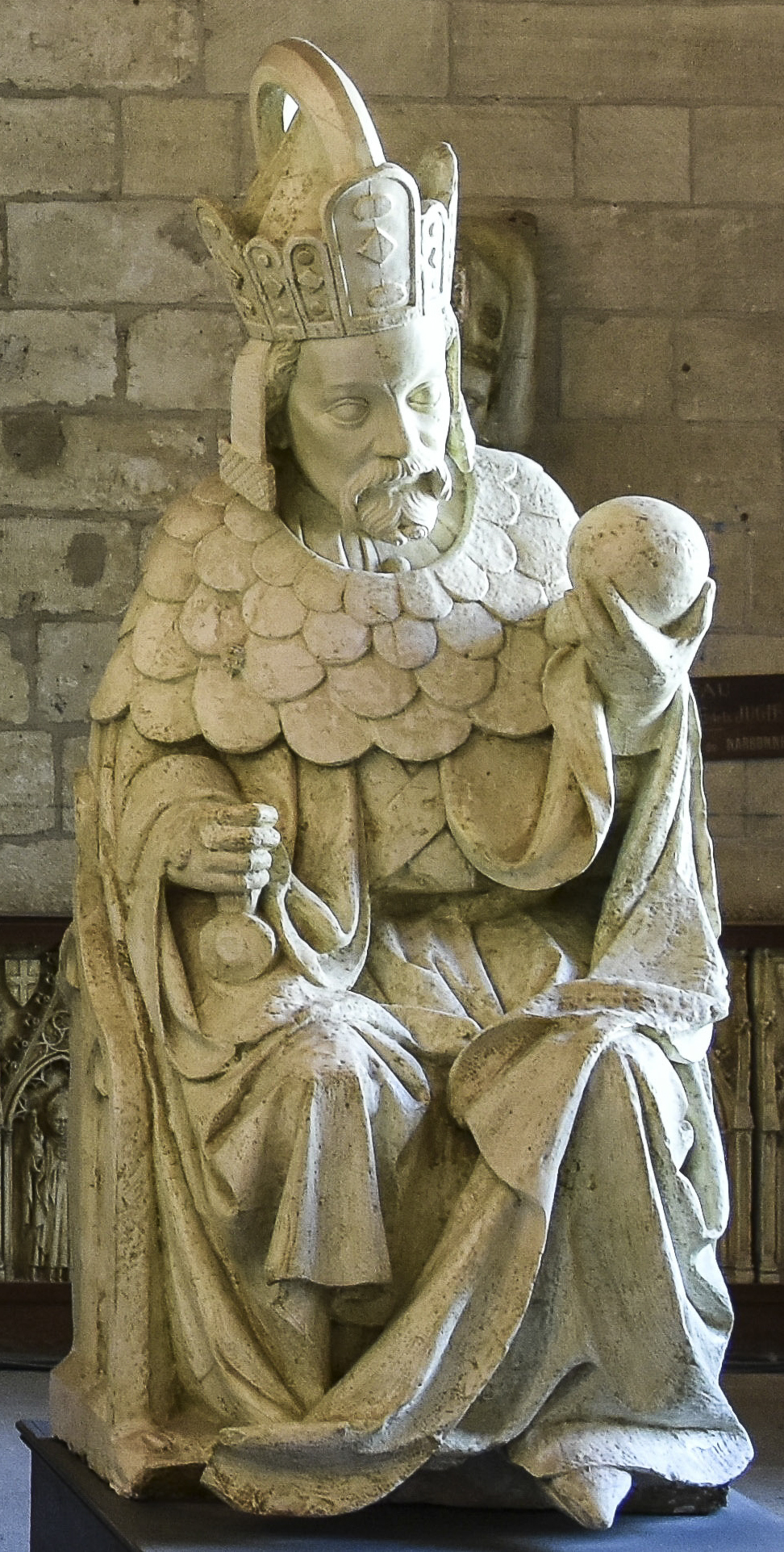
Keizer Karel IV in het paleis

Avignon werd in 1309 de verblijfplaats van de pausen, tijdens hun ballingschap uit Rome. Deze duurde tot 1376. Paus Benedictus XII en paus Clemens VI lieten het paleis tussen 1335 en 1352 bouwen op een uitstekende rots boven de Rhône.
Toen de Paus terugkeerde naar Rome bleef het schisma echter bestaan. Hierdoor kwamen nu de tegenpausen Clemens VII en later Benedictus XIII in het paleis te wonen. Deze laatste tegenpaus werd in 1398 door Geoffrey Boucicaut gevangengenomen en kreeg verbod om zijn paleis te verlaten. In 1410 werd het paleis nogmaals belegerd. In 1433 kwam het weer in handen van de Rooms-Katholieke Kerk.
Hierna raakte het paleis in verval. Tijdens het bewind van Napoleon Bonaparte werd het gebruikt als kazerne en gevangenis.
In 1906 werd het een museum en sindsdien wordt het gerestaureerd. Vanaf 1995 is het Pausenpaleis opgenomen op de lijst van het Werelderfgoed, samen met het direct omliggende deel van het historische centrum van de stad.

## Trivia
- Toen Europa in 1348 geteisterd werd door de pest ging paus Clemens VI op een van de binnenplaatsen wonen en liet hij kampvuren rondom zich aansteken om op die manier de lucht voor hem te zuiveren. Hij kreeg inderdaad geen pest. Niet door de gezuiverde lucht maar doordat de vlooien, die de ziekte verspreidden, door het vuur werden tegengehouden.
- Het Pausenpaleis speelde een prominente rol in de achtdelige Franse televisiereeks Het mysterie van Avignon uit 2007.
- De zuidelijke binnenplaats (Cour d'honneur) wordt regelmatig gebruikt voor het opvoeren van toneelstukken.
- In 2000 werd het beeld Split-Rocker van Jeff Koons (een twaalf meter hoog beeld gemaakt van bloemen) op de noordelijke binnenplaats (Le Cloître) neergezet.
- Aan de zuidkant loopt een smalle steeg langs het paleis (de Rue de la Peyrolerie), onder een steunpilaar door.